# Забранський Руслан Михайлович
Руслан Михайлович Забранський (нар. 10 березня 1971, Вовків, Пустомитівський район, Львівська область) — радянський та український футболіст. Нападник.

## Життєпис
Вихованець СДЮШОР «Карпати» (Львів) і Львівського спортінтернату (сьогодні Львівське училище фізичної культури). Перший тренер — Юрій Федорович Сусла.
Навчався у Львівському державному інституті фізичної культури.
Виступав за «Карпати» (Львів), СК «Миколаїв», «Кривбас» (Кривий Ріг), «Прикарпаття» (Івано-Франківськ), ФК «Вінниця», «Таврія» (Сімферополь), «Олімпія ФК АЕС» (Южноукраїнськ).
Як гравець, відзначався хорошими фізичними та швидкісними даними.
Працює директором СДЮШОР «Миколаїв» (Миколаїв).

З серпня 2010 року на посаді головного тренера МФК «Миколаїв». 
Наприкінці листопада 2018 року керівництво МФК Миколаїв та головний тренер клубу Руслан Забранський домовилися про припинення співробітництва за взаємною згодою. Разом з тренером розташування команди залишили його помічники Сергій Бугай та Анатолій Ставка.

## Титули та досягнення
- Бронзовий призер чемпіонату України: 1998/1999 року.
- Чемпіон першості України у першій лізі: 1996/1997 року.
- Найкращий бомбардир МФК «Миколаїв» у чемпіонатах України — 68 забитих м'ячів.

## Титули та досягнення як тренера
- Переможець першості України у другій лізі групі «А»: 2010/2011 року.
- Чемпіон і володар Кубка Миколаївської області з футболу: 2007 рік.

## Статистика виступів
| Сезон     | Клуб                               | Ліга       | Чемпіонат | Чемпіонат | Кубок | Кубок |
| Сезон     | Клуб                               | Ліга       | Ігри      | Голи      | Ігри  | Голи  |
| --------- | ---------------------------------- | ---------- | --------- | --------- | ----- | ----- |
| 1989      | «Карпати» (Львів)                  | Друга ліга | 38        | 5         | 0     | 0     |
| 1990      | «Карпати» (Львів)                  | Друга ліга | 36        | 6         | 0     | 0     |
| 1991      | «Карпати» (Львів)                  | Друга ліга | 39        | 7         | 0     | 0     |
| 1992      | «Карпати» (Львів)                  | Вища ліга  | 15        | 1         | 3     | 0     |
| 1992—1993 | «Газовик» (Комарно)                | Друга ліга | 0         | 0         | 1     | 0     |
| 1992—1993 | «Карпати» (Львів)                  | Вища ліга  | 3         | 0         | 0     | 0     |
| 1992—1993 | «Евіс» (Миколаїв)                  | Перша ліга | 30        | 17        | 0     | 0     |
| 1993—1994 | «Евіс» (Миколаїв)                  | Перша ліга | 35        | 15        | 4     | 3     |
| 1994—1995 | СК «Миколаїв»                      | Вища ліга  | 32        | 11        | 2     | 1     |
| 1995—1996 | СК «Миколаїв»                      | Вища ліга  | 23        | 2         | 1     | 0     |
| 1996—1997 | СК «Миколаїв»                      | Перша ліга | 22        | 3         | 0     | 0     |
| 1997—1998 | СК «Миколаїв»                      | Перша ліга | 35        | 17        | 4     | 1     |
| 1998—1999 | «Кривбас» (Кривий Ріг)             | Вища ліга  | 12        | 2         | 3     | 0     |
| 1998—1999 | «Кривбас-2» (Кривий Ріг)           | Друга ліга | 3         | 1         | 0     | 0     |
| 1998—1999 | «Прикарпаття» (Івано-Франківськ)   | Вища ліга  | 10        | 3         | 0     | 0     |
| 1999—2000 | «Прикарпаття» (Івано-Франківськ)   | Вища ліга  | 7         | 1         | 0     | 0     |
| 1999—2000 | «Прикарпаття-2» (Івано-Франківськ) | Друга ліга | 2         | 0         | 0     | 0     |
| 2000—2001 | ФК «Вінниця»                       | Перша ліга | 16        | 1         | 0     | 0     |
| 2001—2002 | «Таврія» (Сімферополь)             | Вища ліга  | 4         | 1         | 1     | 1     |
| 2002—2003 | СК «Миколаїв»                      | Перша ліга | 16        | 3         | 2     | 1     |
| 2002—2003 | «Олімпія ФК АЕС» (Южноукраїнськ)   | Друга ліга | 2         | 2         | 0     | 0     |
| 2003—2004 | «Олімпія ФК АЕС» (Южноукраїнськ)   | Друга ліга | 7         | 0         | 0     | 0     |